# Nekrolog 1675
Nekrolog
◄◄
| ◄
| 1671
| 1672
| 1673
| 1674
| 1675 | 1676 | 1677 | 1678 | 1679 | ► | ►►
Weitere Ereignisse | Allgemeiner Nekrolog 1675
Die Beschreibung der verstorbenen Person sollte so kurz wie möglich gehalten sein und nur deren signifikante Tätigkeit(en) enthalten.
Neue Namen ggf. auch unter dem Geburts- und Sterbedatum, also etwa unter 1. Januar und im Geburts- und Sterbejahr (2024) eintragen (nur bei entsprechender großer Wichtigkeit). Für Beispiele siehe die schon vorhandenen Artikel.
Außerdem über die fünf zuletzt Verstorbenen, zu denen es einen ausreichend guten Artikel für eine Präsentation auf der Hauptseite gibt, nach der todesbedingten Überarbeitung der Artikel ggf. auch unter Wikipedia Diskussion:Hauptseite informieren und sie am besten auch in den anderen Wikipedia-Sprachversionen eintragen. Tipp: Regelmäßig bei news.google.de nach „ist tot“, „gestorben“ oder „verstorben“ suchen.
Wenn eine Person gestorben ist, gibt es viele Seiten zu dieser Person in der Wikipedia, die davon auch betroffen sind und entsprechend aktualisiert werden müssen. Beispiele: Namenübersichtsseite, Geburtsjahr, Geburtsort-Seiten und viele mehr.
Wie finde ich die betroffenen Seiten?
Im Suchfeld auf der linken Seite gibt man den Suchbegriff so ein: „Vorname Nachname“. Dann klickt man auf Volltext und alle Seiten mit entsprechendem Suchtext werden aufgerufen. Hier sieht man dann schnell, wo auch das Todesjahr Sinn macht oder sogar ein Teil des Artikels angepasst werden muss. Auch hilft das „Werkzeug“ auf der linken Seite sehr gut, um solche Seiten aufzufinden: „Links auf diese Seite“. Somit ist die Wikipedia wieder aktuell in allen Bereichen! Hinweis: bei Eintragung der Kategorie „Gestorben JAHR“ wird der Missbrauchsfilter 49 ausgelöst, was jedoch nicht schlimm ist. Siehe: Spezial:Missbrauchsfilter/49
Dies ist eine Liste von im Jahr 1675 verstorbenen bekannten Persönlichkeiten. Die Einträge erfolgen innerhalb der einzelnen Daten alphabetisch sortiert. Tiere sind im Nekrolog für Tiere zu finden.

## Januar
| Tag        | Name                                              | Beruf, bekannt als                            | Alter | Beleg |
| ---------- | ------------------------------------------------- | --------------------------------------------- | ----- | ----- |
| 3. Januar  | Adolf Vorster                                     | deutscher Papierfabrikant                     |       |       |
| 5. Januar  | Eleonora Sophia von Schleswig-Holstein-Sonderburg | Fürstin von Anhalt-Bernburg                   |       |       |
| 9. Januar  | Francesco Maria Brancaccio                        | italienischer Bischof und Kardinal            | 82    |       |
| 12. Januar | Marco Giuseppe Peranda                            | italienischer Komponist und Kapellmeister     |       |       |
| 17. Januar | Bernard Frénicle de Bessy                         | französischer Mathematiker                    |       |       |
| 23. Januar | Giambattista Spada                                | italienischer Kardinal und Patriarch          | 77    |       |
| 24. Januar | Johann Gottfried Olearius                         | deutscher Pädagoge und evangelischer Theologe | 33    |       |
| 26. Januar | Domenico II. Contarini                            | 104. Doge von Venedig (1659–1674)             | 89    |       |
| 27. Januar | Jacob Ernst von Knuth                             | mecklenburgischer Adelsmann                   | 65    |       |

## Februar
| Tag         | Name                           | Beruf, bekannt als                                                                | Alter | Beleg |
| ----------- | ------------------------------ | --------------------------------------------------------------------------------- | ----- | ----- |
| 5. Februar  | Johann Heinrich Glaser         | Schweizer Anatom, Chirurg und Botaniker                                           | 45    |       |
| 7. Februar  | Michael Schernack              | evangelischer Theologe und Liederdichter                                          | 52    |       |
| 9. Februar  | Gerard Dou                     | niederländischer Maler des Barock                                                 | 61    |       |
| 17. Februar | Adriaan von und zu Hoensbroech | Freiherr, Erbmarschall von Geldern                                                |       |       |
| 18. Februar | Marie Eleonore von Brandenburg | Prinzessin von Brandenburg sowie Pfalzgräfin und Regentin von Simmern (1655–1658) | 67    |       |
| 28. Februar | Matthäus Tabbert               | deutscher evangelischer Theologe und vorpommerscher Generalsuperintendent         | 49    |       |

## März
| Tag      | Name                            | Beruf, bekannt als                                                                      | Alter | Beleg |
| -------- | ------------------------------- | --------------------------------------------------------------------------------------- | ----- | ----- |
| 4. März  | Simon Höller                    | Apotheker und Bürgermeister von Straubing                                               |       |       |
| 6. März  | Constantin Steingaden           | deutscher Ordensgeistlicher, Franziskanerpater und Kirchenmusiker                       |       |       |
| 7. März  | Kaspar Amort der Ältere         | deutscher Maler                                                                         |       |       |
| 10. März | Johann Konrad Schragmüller      | deutscher lutherischer Theologe und Hochschullehrer                                     |       |       |
| 11. März | Barthold Janus                  | deutscher lutherischer Theologe und Generalsuperintendent                               |       |       |
| 16. März | Matthias von Krockow            | polnischer, brandenburgischer Staatsmann, Diplomat und Verwaltungsjurist                | 74    |       |
| 19. März | Christoph Raßler                | Benediktiner, Theologe, Gelehrter, Abt von Zwiefalten                                   |       |       |
| 21. März | Caspar Dietrich von Fürstenberg | deutscher Kanoniker (zuletzt Dompropst in Mainz), Alchemist, Kavallerieobrist, Künstler | 60    |       |
| 24. März | Jonathan Goddard                | britischer Mediziner                                                                    |       |       |
| 26. März | Ernst I.                        | Sohn von Herzog Johann III. von Sachsen-Weimar                                          | 73    |       |
| 29. März | Paul Franz Romanus              | deutscher Rechtsgelehrter und Hochschullehrer                                           | 34    |       |
| März     | Anthoni van Noordt              | niederländischer Organist und Komponist                                                 |       |       |

## April
| Tag       | Name                                   | Beruf, bekannt als                              | Alter | Beleg |
| --------- | -------------------------------------- | ----------------------------------------------- | ----- | ----- |
| 4. April  | Zacharias Kniller                      | deutscher Porträtmaler                          | 63    |       |
| 8. April  | Vitus Erbermann                        | deutscher Jesuit, römisch-katholischer Theologe | 77    |       |
| 10. April | Dorothea von Sachsen-Altenburg         | Herzogin von Sachsen-Eisenach                   | 73    |       |
| 10. April | Jacques Lagniet                        | französischer Kupferstecher                     |       |       |
| 14. April | Caspar Mauritius                       | deutscher Theologe                              | 60    |       |
| 19. April | Quirinus Moscherosch                   | deutscher Theologe und Dichter                  |       |       |
| 19. April | Johann Hartmann von Rosenbach          | Fürstbischof von Würzburg                       | 65    |       |
| 25. April | Claude Lefèbvre                        | französischer Porträtmaler                      |       |       |
| 29. April | Matthäus Ferdinand Sobek von Bilenberg | Bischof von Königgrätz; Erzbischof von Prag     | 56    |       |

## Mai
| Tag     | Name                                            | Beruf, bekannt als                                                     | Alter | Beleg |
| ------- | ----------------------------------------------- | ---------------------------------------------------------------------- | ----- | ----- |
| 1. Mai  | Hans Wandal                                     | dänischer lutherischer Theologe und Bischof                            | 51    |       |
| 6. Mai  | August Philipp                                  | Herzog von Schleswig-Holstein-Sonderburg-Beck und Herzog von Oldenburg | 62    |       |
| 6. Mai  | Michael Bergmann                                | deutscher Autor von Nachschlagewerken                                  | 41    |       |
| 6. Mai  | Louis de Bernage                                | französischer Bischof                                                  |       |       |
| 8. Mai  | Wilhelm Gumppenberg                             | Jesuit und Professor für Theologie, Volksmissionar                     | 65    |       |
| 17. Mai | Georg von Strackwitz                            | Danziger Stadtingenieur, Bauherr, Architekt von Festungswerken         | 61    |       |
| 18. Mai | Stanislaus Lubienietzki                         | polnischer Historiker, Astronom und Vertreter des Sozinianismus        | 51    |       |
| 18. Mai | Jacques Marquette                               | französischer Jesuit und Entdecker                                     | 37    |       |
| 19. Mai | António Luís de Meneses, 1. Marquês de Marialva | portugiesischer Feldherr der Restauraçao                               | 71    |       |
| 25. Mai | Gaspard Poussin                                 | italienischer Landschaftsmaler                                         |       |       |
| 26. Mai | William Blaxton                                 | erster europäischer Siedler in Neuengland                              |       |       |
| 27. Mai | Johann Georg Oexle                              | kurfürstlich bairischer Geheimer Ratskanzler                           |       |       |
| 28. Mai | Johann Caspar Bernegger                         | 141. Ammeister von Straßburg                                           | 63    |       |
| 28. Mai | Filadelfo Mugnos                                | italienischer Dichter und Schriftsteller                               |       |       |

## Juni
| Tag      | Name                                      | Beruf, bekannt als                                                          | Alter | Beleg |
| -------- | ----------------------------------------- | --------------------------------------------------------------------------- | ----- | ----- |
| 3. Juni  | Lothar Friedrich von Metternich-Burscheid | Bischof von Speyer, Erzbischof und Kurfürst von Mainz und Bischof von Worms | 57    |       |
| 5. Juni  | John Mordaunt, 1. Viscount Mordaunt       | englischer Adliger und Politiker                                            | 48    |       |
| 8. Juni  | John Johnston                             | Universalgelehrter                                                          | 71    |       |
| 11. Juni | Dorothea Maria von Sachsen-Weimar         | Prinzessin von Sachsen-Weimar und durch Heirat Herzogin von Sachsen-Zeitz   | 33    |       |
| 12. Juni | Karl Emanuel II.                          | Herzog von Savoyen                                                          | 40    |       |
| 13. Juni | Christian                                 | Hofbeamter und Politiker                                                    | 47    |       |
| 18. Juni | Emanuel Froben                            | Offizier                                                                    | 35    |       |
| 28. Juni | Berend Joachim von Mörner                 | kurbrandenburgischer Obrist und Regimentschef                               |       |       |

## Juli
| Tag      | Name                                            | Beruf, bekannt als                                                                         | Alter | Beleg |
| -------- | ----------------------------------------------- | ------------------------------------------------------------------------------------------ | ----- | ----- |
| 3. Juli  | Gottfried Konstantin von Salhausen              | Kreishauptmann in Leitmeritz                                                               |       |       |
| 8. Juli  | Philippus van Wichel                            | niederländisch-belgischer Komponist und Violinist des Barock                               |       |       |
| 9. Juli  | Johann Georg                                    | Herzog zu Mecklenburg                                                                      | 46    |       |
| 10. Juli | Bertholet Flémal                                | belgischer Maler                                                                           | 61    |       |
| 15. Juli | Polykarp von Kuenburg                           | österreichischer Geistlicher, Bischof von Gurk (1675 bis 1696)                             |       |       |
| 15. Juli | Raimund von Rehling                             | salzburgischer Geistlicher                                                                 | 58    |       |
| 17. Juli | Jacob Judah Leon                                | jüdischer Gelehrter, Rabbiner und Urheber eines Tempelmodells                              |       |       |
| 20. Juli | Christian Ludwig Henneberg                      | deutscher lutherischer Theologe und Generalsuperintendent von Grubenhagen und auf dem Harz | 38    |       |
| 25. Juli | Nicolas Saboly                                  | französischer Dichter und Musiker okzitanischer Sprache                                    | 61    |       |
| 26. Juli | Jossyf Tukalskyj-Neljubowytsch                  | ukrainischer Geistlicher und Politiker                                                     |       |       |
| 27. Juli | Henri de La Tour d’Auvergne, vicomte de Turenne | französischer Heerführer und Marschall von Frankreich                                      | 63    |       |
| 28. Juli | Eberhard von Gemmingen                          | Grundherr in Rappenau                                                                      |       |       |

## August
| Tag        | Name                         | Beruf, bekannt als                                                                           | Alter | Beleg |
| ---------- | ---------------------------- | -------------------------------------------------------------------------------------------- | ----- | ----- |
| 2. August  | Georg Wolfgang Druckenmüller | deutscher Organist und Komponist                                                             | 47    |       |
| 5. August  | Brynjólfur Sveinsson         | isländischer lutherischer Bischof                                                            | 69    |       |
| 12. August | Carl von Rabenhaupt          | böhmischer Adliger                                                                           | 73    |       |
| 15. August | Nicholas Easton              | englischer Politiker                                                                         |       |       |
| 15. August | Pietro Ricchi                | italienischer Maler                                                                          | 69    |       |
| 29. August | Joachim Irgens av Vestervig  | Großkaufmann, Bergwerksbesitzer, Aristokrat sowie einer der größten Gutsbesitzer in Dänemark | 64    |       |

## September
| Tag           | Name                      | Beruf, bekannt als                                                        | Alter | Beleg |
| ------------- | ------------------------- | ------------------------------------------------------------------------- | ----- | ----- |
| 8. September  | Amalie zu Solms-Braunfels | Hofdame; durch Heirat Prinzessin von Oranien und Gräfin von Nassau        | 73    |       |
| 13. September | Carl von Stein            | Kanzler in Bayreuth                                                       | 48    |       |
| 15. September | Tobias Zeutschner         | deutscher Komponist, Organist und Kirchenlieddichter                      |       |       |
| 17. September | Everhard Höynck           | Bürgermeister                                                             |       |       |
| 18. September | Karl IV.                  | Herzog von Lothringen und Bar                                             | 71    |       |
| 19. September | Friedrich                 | Graf Nassau-Weilburg                                                      | 35    |       |
| 23. September | Valentin Conrart          | französischer Schriftsteller und Gründungsmitglied der Académie française |       |       |
| 23. September | Heinrich Müller           | deutscher lutherischer Geistlicher, Theologe und Kirchenlieddichter       | 43    |       |
| 23. September | Katharina Paldauf         | Gattin des Pflegers der Riegersburg und Opfer eines Hexenprozesses        |       |       |
| 28. September | Lucas Jacobson Debes      | dänischer Pfarrer und Topograph                                           |       |       |

## Oktober
| Tag         | Name                             | Beruf, bekannt als                                           | Alter | Beleg |
| ----------- | -------------------------------- | ------------------------------------------------------------ | ----- | ----- |
| 4. Oktober  | Philipp Stolle                   | deutscher Komponist, Sänger und Theorbist                    | 61    |       |
| 10. Oktober | Alexander II. von Velen          | Feldmarschall der katholischen Liga im Dreißigjährigen Krieg |       |       |
| 13. Oktober | Maximilian Rudolf von Schleinitz | Generalvikar von Prag, Bischof von Leitmeritz                |       |       |
| 21. Oktober | Johannes de Bruin                | niederländischer Philosoph, Physiker und Mathematiker        | 55    |       |
| 21. Oktober | Martin Fogel                     | deutscher Arzt und Linguist                                  | 41    |       |
| 27. Oktober | Gilles Personne de Roberval      | französischer Mathematiker                                   | 73    |       |
| 29. Oktober | Christian Hoburg                 | deutscher Theologe und Mystiker                              | 68    |       |
| Oktober     | Hendrick Cornelisz. van Vliet    | holländischer Maler                                          |       |       |
| Oktober     | James Gregory                    | schottischer Mathematiker und Astronom                       | 36    |       |

## November
| Tag          | Name                                 | Beruf, bekannt als                                                                       | Alter | Beleg |
| ------------ | ------------------------------------ | ---------------------------------------------------------------------------------------- | ----- | ----- |
| 8. November  | Allart van Everdingen                | niederländischer Maler                                                                   |       |       |
| 8. November  | Andreas Hammerschmidt                | böhmischer Komponist und Organist                                                        |       |       |
| 10. November | Leopoldo de’ Medici                  | italienischer Kardinal und Kunstförderer                                                 | 58    |       |
| 11. November | Tegh Bahadur                         | neunter Guru der Sikhs                                                                   | 54    |       |
| 11. November | Thomas Willis                        | englischer Arzt und Anatom                                                               | 54    |       |
| 12. November | Feodossija Prokofjewna Morosowa      | Bojarin und Unterstützerin Awwakums                                                      |       |       |
| 14. November | August Augspurger                    | Sprachwissenschaftler, Lyriker und Epigrammatiker                                        | 55    |       |
| 14. November | Jacques Courtois                     | italienischer Maler                                                                      | 53    |       |
| 14. November | Johannes Kuen                        | deutscher Dichter des Barock                                                             |       |       |
| 15. November | Cort Adeler                          | norwegischer Seefahrer                                                                   | 52    |       |
| 20. November | Christoph Haan                       | deutscher Abt des Klosters Schöntal                                                      |       |       |
| 21. November | Georg Wilhelm I.                     | Herzog von Liegnitz, Brieg und Wohlau                                                    | 15    |       |
| 21. November | Cesare Maria Antonio Rasponi         | italienischer Kardinal                                                                   | 60    |       |
| 29. November | Augustin Prescher                    | sächsischer Pfarrer, Gastgeber der Verhandlungen zum Waffenstillstand von Kötzschenbroda | 82    |       |
| 30. November | Cæcilius Calvert, 2. Baron Baltimore | englischer Staatsmann und Lord Proprietor von Maryland                                   |       |       |

## Dezember
| Tag          | Name                                   | Beruf, bekannt als                                            | Alter | Beleg |
| ------------ | -------------------------------------- | ------------------------------------------------------------- | ----- | ----- |
| 2. Dezember  | Franz Hieß                             | österreichischer Steinmetzmeister und Bildhauer des Barock    |       |       |
| 6. Dezember  | John Lightfoot                         | britischer Hebraist, Pfarrer und College-Rektor               | 73    |       |
| 7. Dezember  | Maria Teresa Sobieska                  | polnische Prinzessin                                          | 2     |       |
| 9. Dezember  | Johann Polz                            | deutscher Pädagoge und Bibliothekar                           | 70    |       |
| 15. Dezember | Jan Vermeer                            | holländischer Maler                                           |       |       |
| 18. Dezember | Hermann Petersen                       | Lübecker Kaufmann und Ratsherr                                |       |       |
| 19. Dezember | Heinrich Haubold von Einsiedel         | kursächsischer Geheimer Rat                                   | 53    |       |
| 21. Dezember | Peter van Walenburch                   | Mainzer und Kölner Weihbischof, Kontroverstheologe            |       |       |
| 22. Dezember | Francis Lovelace                       | Gouverneur der englischen Kolonie New York                    |       |       |
| 23. Dezember | César de Choiseul, 1er duc de Choiseul | französischer Aristokrat, Soldat und Marschall von Frankreich | 77    |       |
| 26. Dezember | Gabriel de Rochechouart de Mortemart   | französisischer Hochadliger und Höfling                       |       |       |
| 31. Dezember | Abraham van Diepenbeeck                | niederländischer Maler                                        | 79    |       |

## Datum unbekannt
| Tag | Name                                           | Beruf, bekannt als                                                            | Alter | Beleg |
| --- | ---------------------------------------------- | ----------------------------------------------------------------------------- | ----- | ----- |
|     | Jean Ballesdens                                | französischer Jurist und Bibliophiler                                         |       |       |
|     | Piotr Baryka                                   | polnischer Schriftsteller                                                     |       |       |
|     | Karl Philibert Ferrara Fiesco, Graf von Candel | erster gemeinsamer Obervogt über die südlichen Ämter Württembergs             |       |       |
|     | Girolamo Fantini                               | italienischer Trompeter und Komponist des Barock                              |       |       |
|     | Hans Ulrich Franck                             | deutscher Maler und Radierer                                                  |       |       |
|     | Felix Kadlinský                                | tschechischer Schriftsteller und Übersetzer, Jesuit                           |       |       |
|     | Gerhard auf dem Keller                         | deutscher Offizier und Stadtkommandant von Bremen                             |       |       |
|     | Michael Florent van Langren                    | niederländischer Mathematiker und Astronom                                    |       |       |
|     | Hans Meilan                                    | erster bekannter Handelsgärtner                                               |       |       |
|     | Ludolf Siegfriedt                              | hannoverscher Glocken-, Stück- und Rotgießer                                  |       |       |
|     | Jepifanij Slawynezkyj                          | ostslawischer Geistlicher und Gelehrter                                       |       |       |
|     | Emanuele Tesauro                               | italienischer Rhetoriker, Schriftsteller, Historiker und Dramatiker           |       |       |
|     | Hermann Toppius                                | deutscher evangelisch-lutherischer Geistlicher, Generalsuperintendent und Abt |       |       |
|     | Taj ul-Alam                                    | 14. Sultanin von Aceh                                                         |       |       |
|     | Lucas Vorsterman                               | niederländischer Kupferstecher                                                |       |       |
|     | Johannes Werlin                                | deutscher Komponist                                                           | 55    |       |
|     | Wolmar Wrangel                                 | schwedischer Freiherr und Militär                                             |       |       |